# Сокол (Бурятия)
Со́кол (бур. Нашан Бага Хороо) — бывший посёлок городского типа в составе города Улан-Удэ в Республики Бурятия России. В 2009 году включен в состав города и исключен из учётных данных.

## География
Расположен в 14 км к западу от центра Улан-Удэ, с южной стороны международного аэропорта «Байкал».

## История
22 марта 1968 года посёлки Сокол и Солдатский из Улан-Удэнского аймака переданы в Улан-Удэнский горсовет.
12 марта 1975 года посёлок Сокол отнесён к категории рабочих посёлков.
Постановлением Народного Хурала Республики Бурятия от 3 декабря 2009 года № 1233-IV посёлок Сокол присоединен к Советскому району города Улан-Удэ.

## Население
| 1979 | 1989  | 2002  | 2009  |
| ---- | ----- | ----- | ----- |
| 3890 | ↗7260 | ↘6038 | ↗6740 |

## Экономика и инфраструктура
Сельхозпредприятия, управление аэропорта Улан-Удэ.
Имеются амбулатория, ДЮЦ «Соколёнок», библиотека.